# Juan de Acuña y Bejarano
Juan de Acuña y Bejarano, marchese di Casa Fuerte (Lima, 22 febbraio 1658 – Città del Messico, 17 marzo 1734), è stato un generale spagnolo e viceré della Nuova Spagna.

## Gioventù
Juan de Acuña fu il secondo creolo a governare la Nuova Spagna. Nacque a Lima nel 1658, da Juan de Acuña e da Margarita Bejarano. In giovane età si unì all'esercito. Si distinse in servizio, ricoprendo importanti incarichi. Iniziò come capitano di fanteria arrivando al grado di generale di artiglieria. Fu governatore di Messina, in Sicilia. Fu anche cavaliere dell'Ordine di Santiago. Era comandante militare dei regni di Aragona e Maiorca quando fu nominato viceré, capitano generale e presidente della Audiencia di Nuova Spagna.

## Come viceré
Fece l'entrata solenne a Città del Messico il 15 ottobre 1722. Era amato dal popolo, non solo perché creolo, ma anche perché scelse gli ufficiali più per le loro capacità che per la loro influenza.
Trovò le casse quasi vuote, ed un grande debito pubblico. Aumentò le entrate del tesoro di circa un milione di pesos l'anno, portandole ad otto milioni.
Pacificò la regione di Nayar, mandando una spedizione armata guidata da Juan Flores de San Pedro e stabilendo colonie. Creò anche una fucina di cannoni ad Orizaba (Veracruz) per armare i porti ed i guardacoste. Migliorò il sistema di drenaggio delle miniere di Pachuca (Hidalgo), permettendo lo sfruttamento di più vene.
Gli inglesi stavano sfruttando il pregiato legno della regione, in Yucatán e Belize. Gli spagnoli si impadronirono di uno sloop ed una fregata inglese che trasportavano campeggio da Capo Catoche, Yucatán (ora in Quintana Roo). De Acuña y Manrique inviò una spedizione armata formata da due piroghe da guerra, un galeone e 300 uomini per far sloggiare gli inglesi. Al loro arrivo, però, gli spagnoli scoprirono che gli inglesi erano tanti e ben armati, con 800 uomini e grandi navi. La spedizione spagnola fallì. Anche i negoziati diplomatici non portarono a nulla. Il viceré lasciò cadere il problema, preferendo concentrarsi su cose che poteva controllare. Tra queste vi erano le guarnigioni di San Juan de Ulúa, di Ciudad del Carmen, di Veracruz e delle baie di Espíritu Santo e Pensacola.
Nel 1728 autorizzò Juan Francisco Sahugún de Arévalo a riavviare la pubblicazione della rivista La Gaceta de México, sospesa nel 1722. Nel 1730 decise che tutti gli argentieri dovessero concentrarsi in un solo luogo, San Francisco Street, ora chiamata calle de Francisco I. Nel 1731 ordinò la costruzione della dogana con tutti i magazzini, e la ricostruzione della zecca. Quest'ultima era famosa nel mondo per la qualità dei suoi lavori. Nel 1730 la zecca produsse oltre 10 milioni di pesos d'argento e 151 560 d'oro, conformandosi a rigorosi standard di peso e forma.
Come conseguenza della sua onestà e del buon governo, nel 1727 il suo mandato fu esteso di altri tre anni. Nel marzo del 1731 sedici famiglie (56 persone) provenienti dalle isole Canarie giunsero al Presidio di San Antonio de Béxar, nella provincia del Texas. Per decreto reale di Filippo V di Spagna, fondarono La Villa de San Fernando sul fiume San Antonio, istituendo il primo governo civile del Texas. Il viceré della Nuova Spagna, il marchese di Casa Fuerte, conferì ad ognuna di queste famiglie un titolo nobiliare. Molti loro discendenti abitano ancora a San Antonio.
Pose limiti stringenti sulle possibili azioni dell'Inquisizione, che accusava di irregolarità e processi ingiusti.
In risposta ad una richiesta del viceré, il papa ordinò la costruzione della Colegiata de Nuestra Señora de Guadalupe. Nel 1730 l'arcivescovo, in presenza del viceré, inaugurò il grande coro della cattedrale. Era stato fabbricato a Macao e portato in Nuova Spagna da un galeone proveniente dalla Cina.
Juan de Acuña y Manrique morì nella capitale della colonia il 17 marzo 1734. Fu inumato nella chiesa di San Cosme y San Damián.